# 郊区 (佳木斯市)
郊区是黑龙江省佳木斯市下辖的一个市辖区。面积756平方公里，郊區人民政府駐紅旗街道友誼路8號。

## 行政区划
郊区下辖4个街道办事处、7个镇、4个乡：
云环街道、英俊街道、红旗街道、友谊街道、大来镇、敖其镇、望江镇、长发镇、莲江口镇、西格木镇、沿江镇、长青乡、平安乡、四丰乡、群胜乡、莲江口监狱和郊区农垦。
2016年前，郊区辖有2个街道：友谊街道，佳西街道。佳政函【2016】29号文件将上述2个街道撤销，街道下辖的各社区由郊区直辖。

## 人口
根據第七次人口普查數據，截至2020年11月1日零時，郊區常住人口為265340人。